# 范濟
范濟，元朝進士，明朝官吏。
明朝洪武年間，擔任廣信知府，後來因為其他事情牽連，被流放至興州。明宣宗繼位后，范濟上書朝廷建言獻策。宣宗得知后，任命其擔任儒學訓導。